# Eugenij Kudriashov
Eugenij Kudriashov es un deportista soviético que compitió en vela en la clase Soling. Ganó una medalla de bronce en el Campeonato Europeo de Soling de 1982.

## Palmarés internacional
| Campeonato Europeo | Campeonato Europeo     | Campeonato Europeo | Campeonato Europeo |
| Año                | Lugar                  | Medalla            | Clase              |
| ------------------ | ---------------------- | ------------------ | ------------------ |
| 1982               | Copenhague (Dinamarca) | Medalla de bronce  | Soling             |